# Running On Waves
Running On Waves (Biegnąca po falach) – pasażerski statek żaglowy, stalowa, trójmasztowa barkentyna sztakslowa. Zaprojektowana przez biuro konstrukcyjne Zygmunta Chorenia.

## Ożaglowanie
Żaglowiec został zaprojektowany i zbudowany jako barkentyna o pięciu żaglach rejowych na fokmaszcie, grocie Va Marie na grotmaszcie (uzupełnionym apslem) i bermudzkim bezanie na bezanmaszcie.